# كارل فالك
كارل فالك (بالسويدية: Carl Falk)‏ هو موسيقي ومنتج أسطوانات وملحن سويدي، ولد في 17 أغسطس 1980 في ستوكهولم في السويد.

## وصلات خارجية
- كارل فالك على موقع IMDb (الإنجليزية)
- كارل فالك على موقع ميوزك برينز (الإنجليزية)
- كارل فالك على موقع ديسكوغز (الإنجليزية)
- كارل فالك على موقع قاعدة بيانات الفيلم (الإنجليزية)